# Liste der Monuments historiques in Athienville
Die Liste der Monuments historiques in Athienville führt die Monuments historiques in der französischen Gemeinde Athienville auf.

## Liste der Objekte
| Bezeichnung | Beschreibung                                                               | Standort                                  | Kennzeichnung | Schutzstatus | Datum | Bild |
| ----------- | -------------------------------------------------------------------------- | ----------------------------------------- | ------------- | ------------ | ----- | ---- |
| Kruzifix    | Holz, farbig gefasst, 17. Jahrhundert                                      | in der Kirche St-Pierre-et-St-Paul (Lage) | PM54001355    | Inscrit      | 2009  |      |
| Hauptaltar  | Altartisch, Exposition und Tabernakel; Holz, bemalt und vergoldet, um 1720 | in der Kirche St-Pierre-et-St-Paul (Lage) | PM54000020    | Classé       | 1979  |      |